# Eletica bipustulata
Eletica bipustulata là một loài bọ cánh cứng trong họ Meloidae. Loài này được Fabricius miêu tả khoa học năm 1801.